# Tidjelabine
Pour les articles homonymes, voir Tidjelabine (homonymie).
Tidjelabine (en kabyle: Tijelabin, en tifinagh: ⵝⵉⵊⴻⵍⵍⴰⴱⵉⵏ, تيجلابين en arabe), anciennement Bellefontaine, pendant la colonisation française, est une ville algérienne située dans la wilaya de Boumerdès, dans la daïra de Boumerdès, à 45 km à l'est d'Alger. Se situant sur la RN5 entre Boudouaou et Thénia, elle n'est qu'à 4 km de la ville de Boumerdès, chef-lieu de la wilaya éponyme.

## Géographie
| Corso                              | Boumerdès   | Thénia                   |
| Corso                              | Tidjelabine | Thénia                   |
| Corso, Boudouaou, Bouzegza Keddara | Béni Amrane | Béni Amrane, Souk El Had |

## Histoire
Avant l'indépendance de l'Algérie, elle se nommait Bellefontaine, en référence à une source d'eau datant de l'occupation turque et se trouvant dans un petit hameau à 1 km du centre-ville, hai Latreche.
Le centre de peuplement de Bellefontaine est créé en 1872. Il s'agit du premier centre créé en Algérie pour accueillir des Alsaciens et des Lorrains. En 1956, Bellefontaine devient le siège d'une section administrative spécialisée. Bellefontaine est érigée en commune par arrêté du 12 mars 1958.
À l'indépendance, les enfants orphelins de la guerre ont été hébergés dans un centre créé et qui a élu domicile dans une bâtisse de type coloniale contigüe à un jardin parsemé d'arbres fruitiers et exotiques. Le Centre a fermé en 1971. Le bâtiment est reconverti en centre pénitentiaire pour la petite délinquance.

## Religion

### Mosquées
La commune de Tidjelabine abrite plusieurs mosquées réparties dans son territoire. Ces mosquées sont administrées par la Direction des affaires religieuses et des wakfs de Boumerdès sous la tutelle du Ministère des Affaires religieuses et des Wakfs.
- Mosquée abd-el-hamid Ibn Badis
- Mosquée Taouba
- Mosquée El-Rahman
- Mosquée Bel hasnat
- Mosquée Igzer Ivaon

### Zaouïas
- Zaouïa de Sidi Boumerdassi

### Cimetières musulmans
- Cimetière de Tidjelabine.

## Économie
La ville est connue pour son marché de voitures chaque samedi. Tidjelabine abrite la plus grande usine de carrelage et céramique d'Afrique.

## Photos

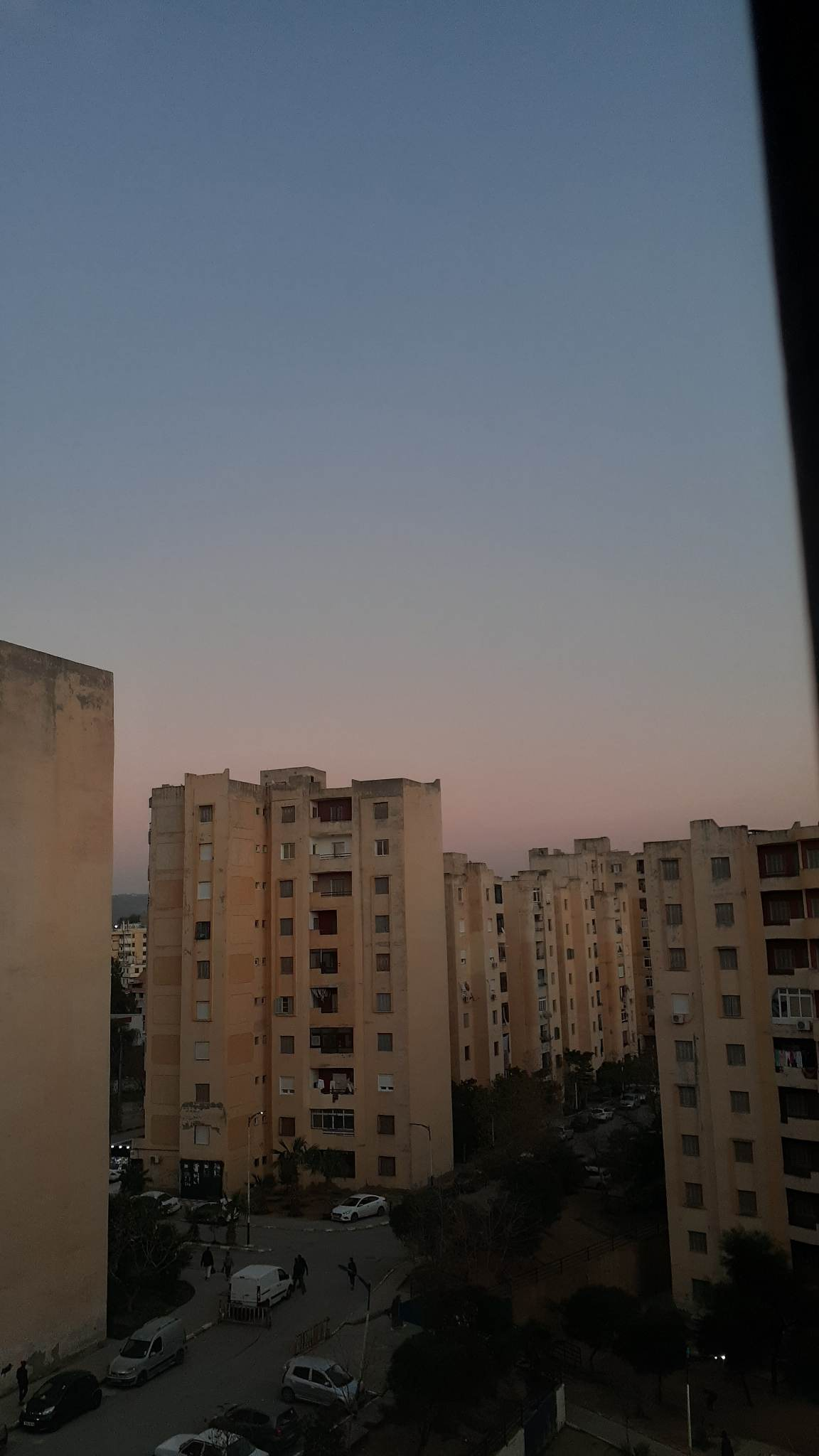
Cité AADL - Tidjelabine.
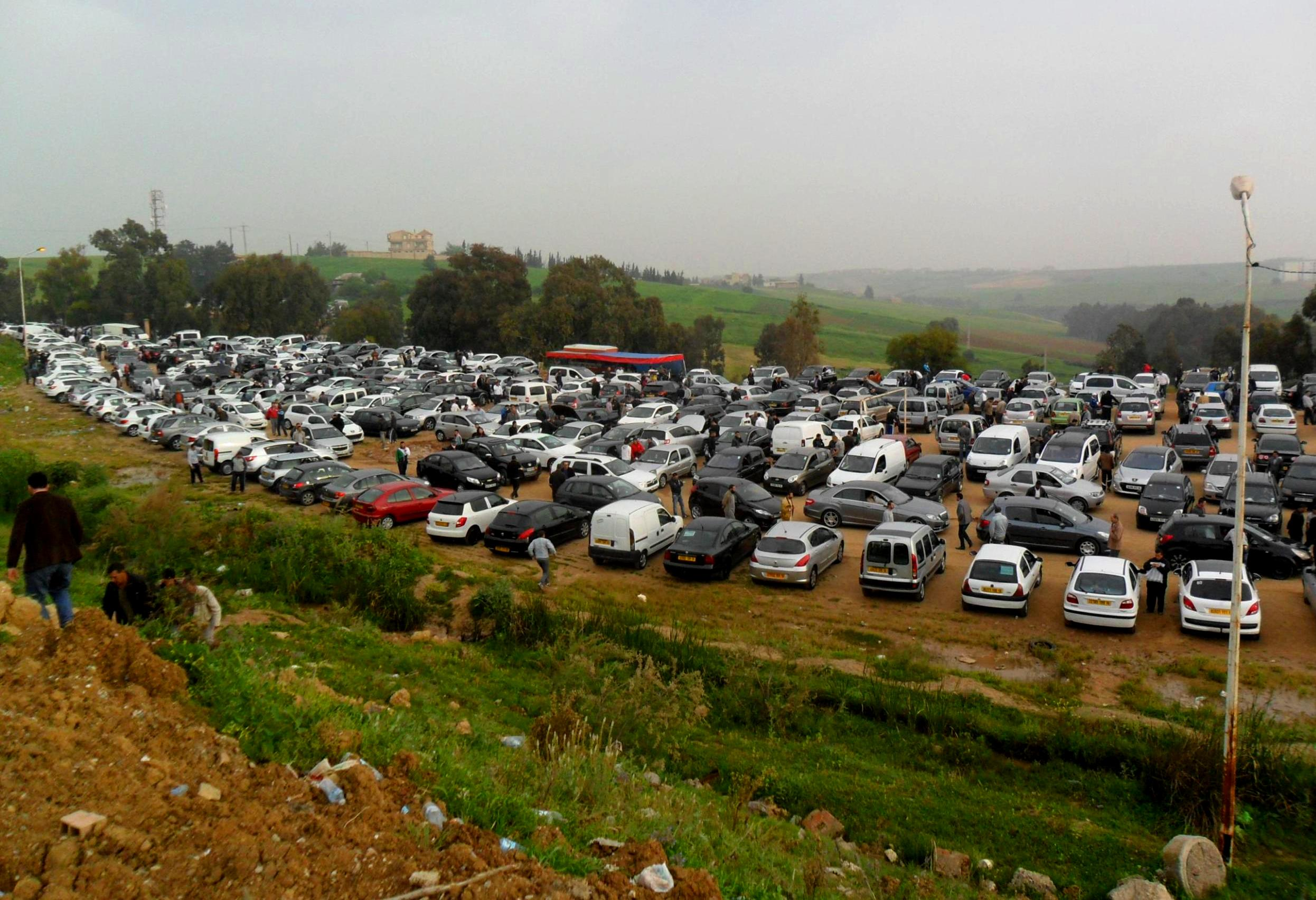
Marché de voitures de Tidjelabine.